# Рыскулова, Жамал
Жамал Рыскулова (каз. Жамал Рысқұлова, 1905 год, аул Каракамер, Туркестанский край, Российская империя, похоронена в с.Алга, Енбекшиказахского района, Алматинской области) — колхозница, звеньевая колхоза «Алга», Герой Социалистического Труда (1948).

## Биография
Родилась в 1905 году в ауле Каракамер (сегодня — Енбекшиказахский район, Алматинская область, Казахстан). В 1938 году вступила в колхоз «Алга». Первоначально работала рядовой колхозницей. В 1945 году была назначена звеньевой полеводческого звена.
В 1947 году полеводческое звено пол руководством Жамал Рыскуловой собрало по 20 центнеров зерновых вместо запланированных 11 центнеров. За этот доблестный труд она была удостоена в 1948 году звания Героя Социалистического Труда.

## Награды
- Герой Социалистического Труда (1948)
- Орден Ленина (1948)
- Медаль «За доблестный труд в Великой Отечественной войне 1941—1945 гг.»